# Marc Antoine (chanteur)
Pour les articles homonymes, voir Marc-Antoine (homonymie).
Marc Antoine est un chanteur de R&B québécois d’origine haïtienne, né à Montréal le 26 avril 1977.

## Biographie

### Jeunesse
Les parents de Marc Antoine ont émigré au Québec dans les années 1970. Ils ont eu trois enfants dont Marc Antoine est le fils cadet. Enfant, il est fan de Michael Jackson, Stevie Wonder, Francis Cabrel, et Prince, entre autres. Il rêve de devenir chanteur. Entant qu'adolescent, il monte le groupe Eden avec ses frères.
Après le lycée, il passe des études de droit, mais se concentre principalement sur la musique.

### Le succès avec le premier album
En 2006, Marc Antoine a une rencontre décisive avec Sonny Black, un producteur renommé de Montréal déjà présent sur les albums de Corneille et K. Maro, entre autres. Ils travaillent d'abord sur le titre Triste novembre, qui aborde le sujet de l'inceste. Il sort en 2007 et rencontre un certain succès. En automne de cette année, Marc Antoine réalise la première partie des concerts de Vitaa.
Son premier album, Comme il se doit, sort en 2008 et se hisse à la onzième place du classement en France. La chanson Tant besoin de toi atteint la quatrième place du Top 50 et reste 12 semaines consécutives dans le top 10. Deux autres extraits vont suivre: Comme il se doit et à nouveau Triste novembre qui avant avait uniquement été publiée comme single promotionnel.
Aux NRJ Music Awards 2009, Marc Antoine est nommé dans la catégorie Révélation française. Cette même année, il collabore aussi sur la chanson Il vaudrait mieux que l'on se laisse avec la chanteuse Tyssem.

### Le deuxième album etRobin des Bois
En mars 2010, Marc Antoine chante avec Singuila sur le titre J'suis K.O., qui atteint la vingtième place du classement français.
Son deuxième album, Notre histoire, toujours produit par Sonny Black, sort le 29 mars 2010 en France. Le premier single est Qui tu aimes, suivi par Remonter le temps (Tu me manques), une collaboration avec Sarah Riani.
Ses deux premiers albums se vendent ensemble à 200.000 exemplaires et sont chacun certifié d'un disque d'or.
En 2012, Marc Antoine rejoint la troupe de Robin des Bois qui se produit au Palais des congrès de Paris à partir de septembre 2013, puis en tournée en France, en Belgique et en Suisse jusqu'en juin 2014. Il tient le rôle de Petit-Jean. Le titre À nous, chanté par Marc Antoine, M. Pokora et Nyco Lilliu sort en single.
En été 2012, Marc Antoine sort la chanson Je ferai tout, extrait de son album au même nom paru en 2013 au Canada.

### Carrière au ralenti et retour
Dans les années 2010, à la suite du rapprochement de Emi avec Warner Music Group, le contrat de Marc Antoine est bloqué et l'empêche de poursuivre sa carrière de chanteur. Après un marathon judiciaire et arrangement des distributeurs, Marc Antoine récupère le droit de se produire à nouveau.
Il sort les titres Pour que ça marche en 2015 et Comment je t'aime en 2017, avant de ne revenir qu'en 2020 avec le titre Amoureux. La chanson Mi amor de 2021 sort aussi en trois versions, en version régulière, en version latino en collaboration avec Cruzito, et en version "club".

## Discographie

### Albums
- 2008 : Comme il se doit (#11 en France, #78 en Belgique francophone)
- 2010 : Notre histoire (#26 en France)
- 2013 : Je ferai tout

### Singles
- 2006 : Triste novembre (#4 en France)
- 2008 : Tant besoin de toi (#4 en France)
- 2008 : Comme il se doit (#4 en France)
- 2008 : Plus rien à perdre
- 2009 : Il  vaudrait mieux qu'on se laisse (Tyssem feat. Marc Antoine)
- 2009 : J'suis KO (Singuila feat. Marc Antoine)
- 2010 : Qui tu aimes
- 2010 : Ballade à la
- 2010 : Remonter le temps (tu me manques) (feat. Sarah Riani)
- 2010 : Nous
- 2011 : La promesse
- 2012 : Je ferai tout
- 2015 : Pour que ça marche
- 2017 : Comment t'aimer
- 2020 : Amoureux
- 2021 : Mi amor
- 2021 : Mi amor (Latin Version avec Cruzito)